# Rebaia
Rebaia est une commune de la wilaya de Médéa en Algérie.

## Géographie
La commune est située dans l'extrême sud du tell central algérien dans l'Atlas tellien (mont de Titteri) à environ 130 km au sud d'Alger et à 59 km au sud-est de Médéa et à 38 km au sud-est de Berrouaghia et à 50 km au nord de Chellalet El Adhaoura.
|                | Ouled Deide, Souagui |            |
| Tlatet Eddouar | Rebaia               | Sidi Ziane |
|                | Aïn Boucif           |            |